# Москьяно
Москьяно (итал. Moschiano) — коммуна в Италии, располагается в регионе Кампания, в провинции Авеллино.
Население составляет 1658 человек, плотность населения составляет 128 чел./км². Занимает площадь 13 км². Почтовый индекс — 83020. Телефонный код — 081.
Покровителями коммуны почитаются Пресвятая Богородица (Madonna della Carità) и святой апостол Варфоломей, празднование 24 августа.